# Thylacorhynchus conglobatus
Thylacorhynchus conglobatus är en plattmaskart som beskrevs av Meixner 1928. Thylacorhynchus conglobatus ingår i släktet Thylacorhynchus, och familjen Schizorhynchidae. Arten är reproducerande i Sverige.